# Tenczyński Park Krajobrazowy

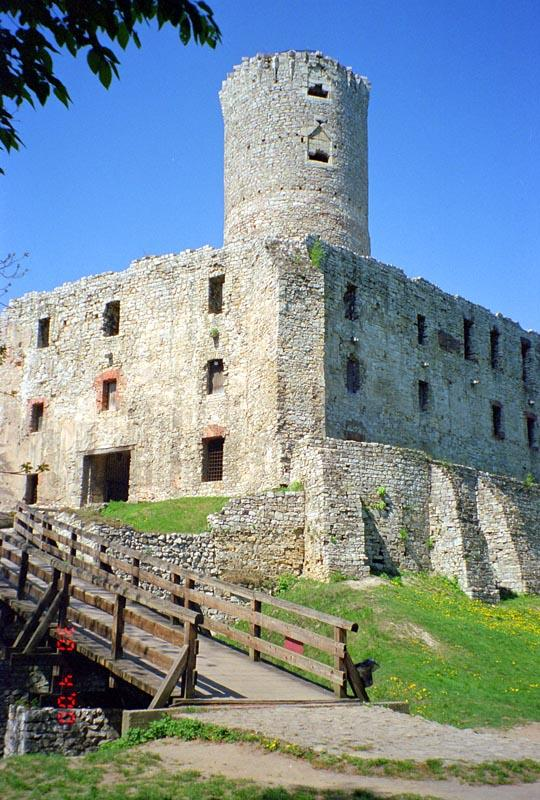
Ruiny zamku Lipowiec

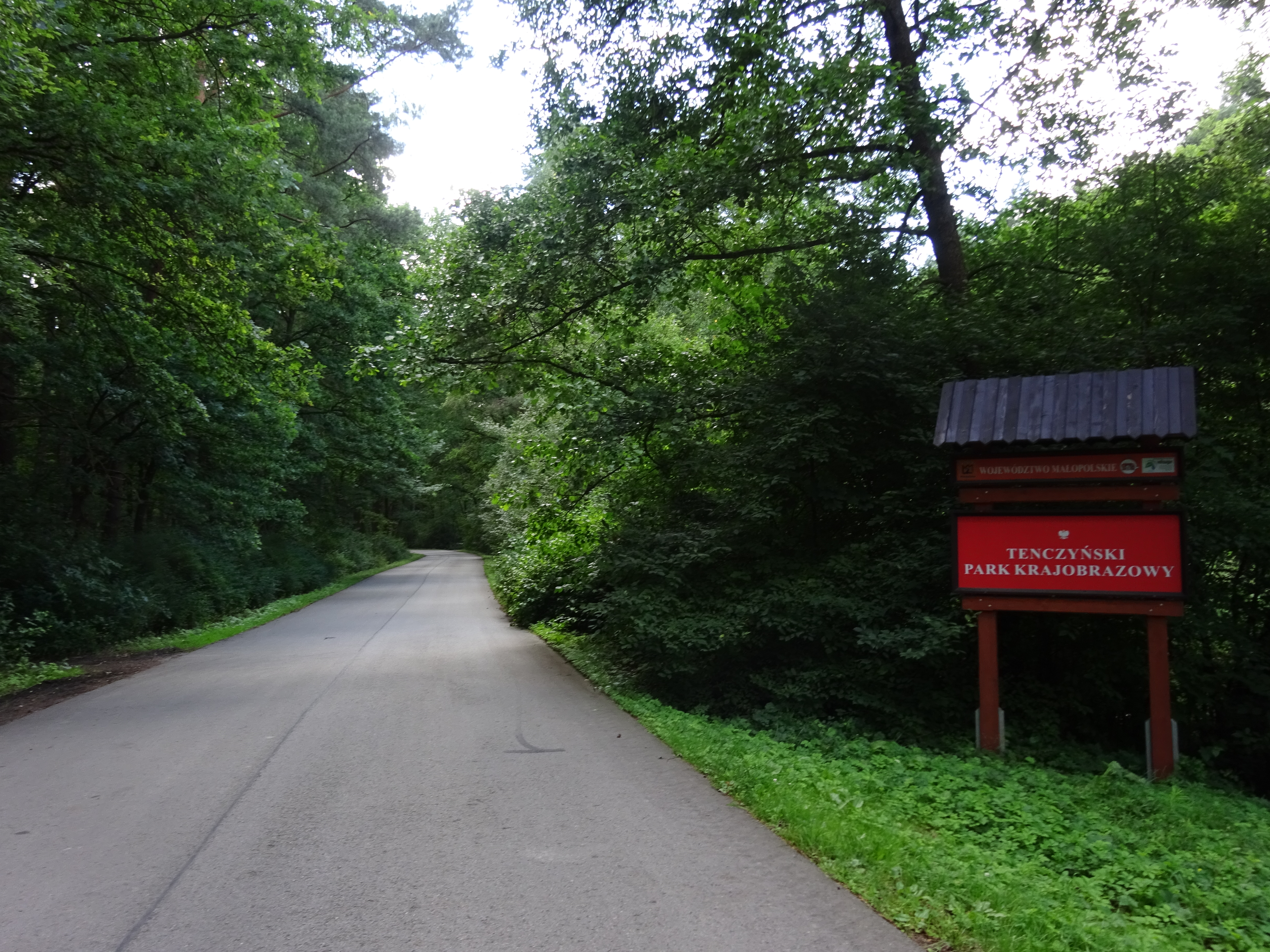
Wjazd do parku od strony Tenczynka

Tenczyński Park Krajobrazowy – park krajobrazowy w województwie małopolskim, położony na zachód od Krakowa. Wchodził w skład utworzonego w 1981 roku Zespołu Jurajskich Parków Krajobrazowych obecnie Zespołu Parków Krajobrazowych Województwa Małopolskiego.
Park zajmuje powierzchnię 136,581 km², natomiast jego otulina liczy 134,139 km².
Obejmuje pasmo Garbu Tenczyńskiego oraz częściowo Rów Krzeszowicki na Wyżynie Krakowsko-Częstochowskiej.
Tenczyński Park Krajobrazowy został wyodrębniony w ramach ZPKWM Rozporządzeniem nr 79/05 Wojewody Małopolskiego z dnia 29.12.2005 (Dz. Urz. Woj. Małopolskiego nr 50, poz. 279).
Krajobraz jest bardzo zróżnicowany. Znajdują się tu m.in. liczne ostańce, wapienie górnojurajskie podlegające procesom krasowym, niewielkie jaskinie i paleozoiczne twarde skały pochodzenia wulkanicznego. Występują tu także tereny bagienne. Część obszaru przykryta jest warstwą lessu.
Około 35% powierzchni parku zajmują lasy. Rosną tu buczyny karpackie, bory mieszane sosnowo-dębowe, łęgi olszowe oraz lasy grądowe z przewagą buka, dębu i jaworu. Na terenie Puszczy Dulowskiej dominują bory sosnowe.
Występują tu chronione gatunki roślin: rojownik pospolity, tojad mołdawski, bluszcz pospolity, fiołek bagienny, lilia złotogłów, przytulia wonna, parzydło leśne, rosiczka okrągłolistna, barwinek pospolity i skrzyp olbrzymi; oraz zwierząt: łoś, krogulec, płomykówka, myszołów zwyczajny, czajka, derkacz i żółw błotny.
Do ciekawszych zabytków architektury znajdujących się na terenie parku należą: ruiny zamku Lipowiec w Babicach, ruiny zamku Tenczyn w Rudnie, barokowe kościoły w Tenczynku i Morawicy, cztery poaustriackie forty znajdujące się w okolicach Krakowa oraz zespół pałacowy w Balicach.

## Rezerwaty przyrody
Na terenie Tenczyńskiego Parku Krajobrazowego znajduje się pięć rezerwatów przyrody:
- Bukowica
- Dolina Mnikowska
- Lipowiec
- Skała Kmity
- Zimny Dół